# Tianguá (ort)
Tianguá är en ort i Brasilien.   Den ligger i kommunen Tianguá och delstaten Ceará, i den östra delen av landet, 1 500 km nordost om huvudstaden Brasília. Tianguá ligger 773 meter över havet och antalet invånare är 45 696.
Terrängen runt Tianguá är varierad, och sluttar norrut. Tianguá är det största samhället i trakten.
Omgivningarna runt Tianguá är huvudsakligen savann. Runt Tianguá är det ganska tätbefolkat, med 160 invånare per kvadratkilometer.